# Punkjazz
Punkjazz is een muziekgenre dat elementen uit het jazz-genre (met name de freejazz en fusionjazz uit de jaren zestig en zeventig) met elementen uit het punk-genre (voornamelijk de no wave en hardcore punk) samenvoegt. Naked City, James Chance and the Contortions, The Lounge Lizards, Universal Congress Of, Laughing Clowns en Midori zijn noemenswaardige voorbeelden van punkjazzartiesten en -bands.

## Geschiedenis

### Jaren zeventig
Punkmuzikant Patti Smith, die (zonder succes) samenwerking zocht met jazzartiest Ornette Coleman en de (art)punkband Television, ontwikkelde een kenmerkende soort punkmuziek dat gebruik maakt van improvisatie en invloeden ontleende van de jazzmuziek. In Maine zette de band The Same Band (1977-1980) zichzelf neer als een soort punkjazzgroep. In Engeland omvatten jazzmuzikanten die met punkbands optraden de saxofonist Lol Coxhill, die zelfs materiaal opnam met The Damned. Punkdrummers die in jazzbands hadden gespeeld waren onder andere Jet Black van The Stranglers en Topper Headon van The Clash.
De Australische punkscene van midden van jaren 1970 werd ook deels beïnvloed door de jazz. De introductie van elementen van swing en typische jazzinstrumenten die te horen zijn op het album Prehistoric Sounds (1978) van The Saints werden overgedragen aan Laughing Clowns, de volgende band van frontman Ed Kuepper. Ook de muziekstijl van de Australische postpunkband The Boys Next Door (later The Birthday Party) werd beïnvloed door verschillende elementen uit de jazz. Deze Australische vorm van punkjazz werd omschreven als desert jazz.

### Jaren tachtig

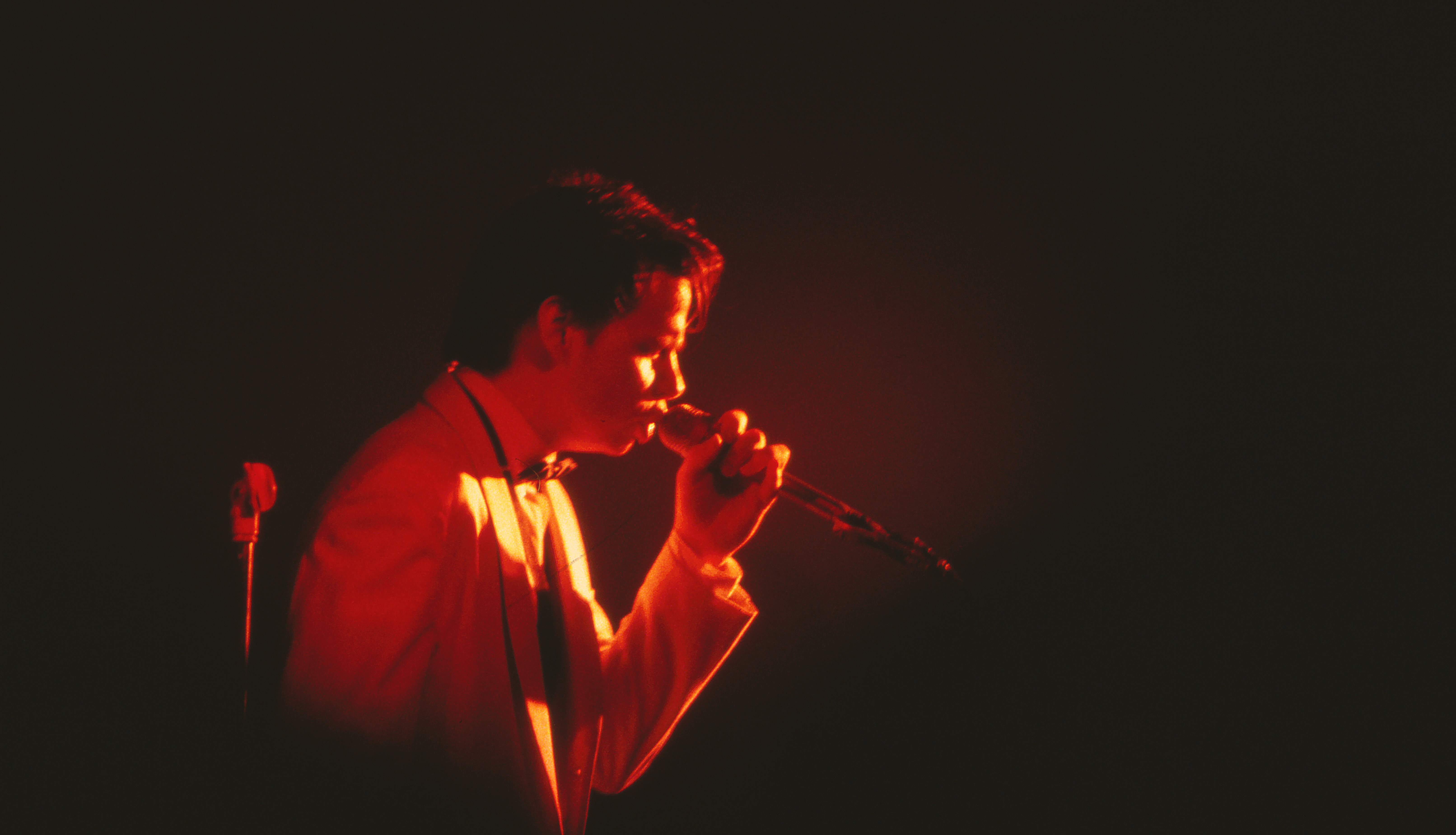
James Chance in 1981 in Berlijn.

Tijdens de jaren tachtig leidde de opkomst van postpunk tot een nieuwe waardering voor jazzmuziek.
In Londen begon The Pop Group freejazz, samen met dub en reggae, samen te voegen met punkrock tot een eigen soort punkjazz. Frontman Nick Cave verklaarde later dat het nummer "We Are All Prostitutes" van The Pop Group een grote invloed had op de muziekstijl van zijn band The Birthday Party.
In de stad New York ontleende no wave directe inspiratie van zowel freejazz als punkmuziek. Voorbeelden van deze stijl zijn Queen of Siam (1980) van Lydia Lunch, het werk van James Chance and the Contortions, die funk vermengden met freejazz en punk, en The Lounge Lizards, die de eerste groep waren die zichzelf als "punkjazz" omschreven. Bill Laswell zou rond deze tijd een belangrijke figuur in de punkjazz worden met zijn groep Material, die jazzfunk met punk samenvoegde, terwijl tegelijkertijd een van zijn andere bands, Massacre, een geïmproviseerde maar agressieve vorm van rockmuziek speelde.
Bad Brains, een bekende punkband die een grote rol heeft gespeeld in het ontstaan van de hardcore punk in de Verenigde Staten, begon in de jaren 80 met het experimenteren met fusion. Gitarist Joe Baiza maakte zijn eigen mix van punk en freejazz uit met zijn bands Saccharine Trust en (met name) Universal Congress Of, een groep die sterk werd beïnvloed door het werk van Albert Ayler. Greg Ginn (van de hardcore punk-band Black Flag) begon ook elementen van freejazz in zijn gitaarspel te verwerken, wat met name te horen is op de (instrumentale) ep The Process of Weeding Out (1985) van Black Flag. Punkmuzikant Henry Rollins heeft zijn appreciatie voor freejazz laten merken door albums van onder andere Matthew Shipp uit te geven via zijn eigen platenlabel 2.13.61 en door samen te werken met Charles Gayle. De punkband Minutemen werd beïnvloed door zowel jazz- als folk- en funkmuziek, en bandlid Mike Watt heeft John Coltrane als inspiratie voor de muziekstijl genoemd.
Ook de muziekstijl van de Nederlandse anarcho-punkband The Ex, een band die werd opgericht in 1979, bevatte elementen van freejazz (en met name van improvisatie). De band is later gaan samenwerken met de Nederlandse jazzmuzikant Han Bennink en het Nederlandse jazzlabel Instant Composers Pool.

### Jaren negentig
De freejazz was van belangrijke invloed in de Amerikaanse posthardcore-scene van de vroege jaren 90. Drive Like Jehu nam de atonale solo's van Black Flag een stapje verder met hun dubbele gitaarspel. The Nation of Ulysses liet bandlid Ian Svenonious wisselen tussen zang en trompet en hun complexe songstructuren, ongebruikelijke maatsoorten en hectische liveshows waren evenzeer hardcore punk als freejazz. De groep nam tevens een cover op van John Coltrane getiteld "The Sound of Jazz to Come" dat te horen is op hun album Plays Pretty for Baby (1992), genoemd naar het jazzalbum The Shape of Jazz to Come (1959) van Ornette Coleman. De Zweedse punkband Refused werd beïnvloed door deze scene en nam later een album op getiteld The Shape of Punk to Come (1998), waarin ze wisselen tussen snelle hardcore punknummers en langzamere, jazzy liedjes.

### Millenniumjaren
De Italiaanse band Ephel Duath wordt sinds het album The Painter's Palette (2003) gezien als de grondlegger van de jazzcore, een fusiongenre van hardcore punk en jazzmuziek. Met de uitgave van het album Pain Necessary to Know (2005) bevestigde de band het aanvankelijk onbedoelde punkjazzgeluid. De band trok zich er later van terug om een meer complexe vorm van progressieve rock te geen spelen.
De Amerikaanse band Yakuza uit Chicago combineert hedendaagse heavy metal-genres met freejazz en psychedelische rock.  Andere voorbeelden van hedendaagse punkjazzbands en -musici zijn onder andere Youngblood Brass Band, Zu, Omar Rodríguez-López, Hella, Midori, Gutbucket en King Krule.